# Holguín
Holguín [olˈɣin] ist eine Großstadt im Osten von Kuba und Hauptstadt der gleichnamigen Provinz. Sie ist mit 346.195 Einwohnern (Zensus 2012) die drittgrößte Stadt Kubas.

## Geografische Lage
Holguín liegt etwa 500 km östlich der Hauptstadt Havanna.

## Geschichte
Holguín wurde vermutlich 1545 als San Isidoro de Holguín nach ihrem spanischen Gründer, dem Offizier García de Holguín benannt. König Ferdinand VII. verlieh dem Ort im Jahre 1752 die Stadtrechte. 1872 wurde die Stadt durch Calixto García von den Spaniern vorübergehend befreit und war fortan ein wichtiges Zentrum in den Unabhängigkeitskriegen.

## Religion
Die Stadt ist Sitz eines römisch-katholischen Bischofs. Am 14. November 2005 ernannte Papst Benedikt XVI. zum neuen Bischof Emilio Aranguren Echeverría, der zuvor Bischof von Cienfuegos gewesen war.

## Kultur und Sehenswürdigkeiten
Das Stadtbild wird durch mehrere Parks beherrscht, zentral liegt der Galixto-García-Park.
In der Nähe finden sich die Galerien Moncada und Bayado.
Holguín hat eine Bibliothek und den Club Casa de la Trova.

### Kathedrale
Die Kathedrale von Holguin wurde 1720 erbaut (Catedral de San Isidro).

### Theater
Das Kino ist nach José Martí benannt, das Städtische Theater nach Eddy Suñol.

### Museen
Holguín besitzt ein Museum, das La Periquera genannt wird, ein Naturkundemuseum und ein Museum der Geschichte Holguíns.

### Naturdenkmäler
Vom Aussichtspunkt auf dem Berg Loma de la Cruz mit seinen 450 Stufen kann man die ganze Stadt überblicken.

### Sport
Holguín hat ein Baseballstadion.

## Wirtschaft und Infrastruktur

### Verkehr
Die Stadt besitzt mit dem Flughafen Frank País einen internationalen Verkehrsflughafen, der Holguín mit Havanna und verschiedenen internationalen Zielen wie Frankfurt am Main verbindet.
Von 1894 bis 1956 war Holguín Endpunkt der Bahnstrecke Gibara–Holguín.

### Ansässige Unternehmen
Der Ort hat eine große Brauerei, die Cervecería Bucanero S.A., die neben den Hausmarken Bucanero Fuerte und Bucanero Max auch die Biere der Marken Cristal und Mayabe braut. Auch wird dort das alkoholfreie, malzhaltige Erfrischungsgetränk Malta hergestellt.

## Söhne und Töchter der Stadt
- Calixto García (1839–1898), General in drei Unabhängigkeitskriegen
- Faustino Oramas (1911–2007), bekannt als El Guayabero, Musiker
- Peruchín (1913–1977), Pianist, Komponist und Arrangeur
- Sylvia Wynter (* 1928), jamaikanische Schriftstellerin, Philosophin und Dramatikerin
- Luis Pavón (1930–2013), Jurist, Journalist, Politiker und Schriftsteller
- Reinaldo Arenas (1943–1990), Schriftsteller und Dissident
- Raúl Fornet-Betancourt (* 1946), Philosoph
- Juan de Dios Hernández Ruiz (* 1948), katholischer Geistlicher, Bischof von Pinar del Río
- Rubén González Ávila (* um 1960), klassischer Gitarrist und Musikpädagoge
- Manuel Marrero Cruz (* 1963), Politiker, Ministerpräsident
- Ramón Valle (* 1964), Musiker
- Ángel Espinosa (1966–2017), Amateurboxer
- Juana Martínez González (* 1968), Diplomatin
- Leuris Pupo (* 1977), Sportschütze
- Lázaro Bruzón (* 1982), Schachspieler
- Yunior García Aguilera, (* 1982), Schauspieler, Dramaturg und Dissident
- Lisandra Llaudy Pupo (* 1988), Schachspielerin
- Liuba Zaldívar (* 1993), ecuadorianisch-kubanische Dreispringerin
- José Masso (* 1997), Volleyballspieler
- Andy Hechavarría (* 2000), Dreispringer